# Markus Holemar
Markus Holemar (* 16. Juni 1976 in Wien) ist ein österreichischer Fußballspieler. Derzeit lässt er seine Karriere im Amateurbereich beim SC Wolfsthal ausklingen. Zudem steht er im Kader des österreichischen Futsal-Bundesligisten SC Vienna Walzer.
Als Spielmacher klassischer Prägung mit hohen technischen Fähigkeiten galt er Mitte der 90er Jahre als eines der größten Talente Österreichs. Im Verlauf seiner Karriere polarisierte er jedoch fast bei all seinen Vereinen bzw. galt als „schwieriger Charakter“ und „Querdenker“, der oftmals seinen vorzeitigen Abgang erzwang oder aber auch mehrfach von seinem Verein suspendiert oder entlassen wurde. Dadurch entwickelte er sich zu einem Wandervogel, der von 1993 bis 2017 insgesamt 26 Mal den Verein wechselte.
Trotz mitunter starken Spielzeiten schaffte er auf höchstem Niveau nie den Durchbruch und verbrachte den Großteil seiner Karriere bei österreichischen Zweit- und Drittligavereinen.

## Vereinskarriere

### Anfangsjahre
Holemar begann seine Karriere in der Jugend seines Heimatvereins 1. Simmeringer SC, für den er auch sein Debüt in einer A-Mannschaft feierte. Als technisch hoch versierter Spieler, war er in der eher durch Kampf geprägten Wiener Stadtliga schnell einer der auffallendsten Akteure und zog das Interesse mehrerer Profivereine auf sich. Bereits nach seiner ersten Spielzeit bemühte sich der damalige österreichische Erstligist FC Admira Wacker um eine Verpflichtung, die jedoch von der Simmeringer Vereinsführung untersagt wurde. Im Spätherbst der Folgesaison wurde der inzwischen von der österreichischen Kronen Zeitung zum „Herzog der Had“ stilisierte Spieler, erstmals wegen Disziplinlosigkeit von seinem Verein temporär suspendiert. Holemar galt zu diesem Zeitpunkt bereits als eines der größten Nachwuchstalente des Landes und hatte den Wunsch geäußert zu einem höherklassigen Verein wechseln zu dürfen. In der Winterübertrittszeit der Spielzeit 1995/96 ließ ihn Simmering daraufhin auf Leihbasis zu FK Austria Wien ziehen.
Von der Austria wurde er in Folge umgehend an deren Satellitenklub Prater SV weiterverliehen, der zu diesem Zeitpunkt unter dem Namen Prater Memphis das Amateurteam des Vereins darstellte. Unter dem damaligen Trainer Rudolf Flögel sollte er behutsam an die Profimannschaft herangeführt werden, was auf Anhieb gelang. Nach einer starken Rückrunde beim Prater SV kam er im Sommer 1996, während der UI-Cup-Begegnung gegen NK Maribor, erstmals in einem Bewerbsspiel für die Austria zum Einsatz.
Danach stockte der endgültige Transfer des Spielers, da die Austria aufgrund der noch jungen Bosman-Entscheidung lediglich rund 110.000 Schilling Ausbildungsentschädigung zahlen wollte, Simmering jedoch 1,5 Millionen Schilling als Ablöse forderte und mit einer Sperre des Spielers drohte. Um den drohenden Rechtsstreit zu entgehen, unterzeichnete Holemar einen weiteren Amateurvertrag, wodurch die hohe Ablöseforderung von Simmering obsolet wurde. Über die genauen Ablösemodalitäten wurde Stillschweigen vereinbart.
Es folgte ein Stadtliga-Vizemeistertitel in der Saison 1996/97, ehe er als herausragender Akteur neben den späteren österreichischen Nationalspielern Muhammet Akagündüz, Yüksel Sariyar und Bozo Kovacevic, in der Spielzeit 1997/98 den Meistertitel erringen konnte. Die Austria hatte bereits im Winter verlautbart den Spieler im Sommer 1998 mit einem Profivertrag auszustatten und gänzlich in den A-Kader zu holen. Holemar, der in Zweieinhalb Spielzeiten für die Austria lediglich 5 Mal im UI-Cup und in 23 Testspielen zum Zug kam, lehnte diesen jedoch ab und wechselte überraschend, gemeinsam mit seinem Vereinskollegen Christian Schandl in die Scottish Premier League zu Heart of Midlothian.
Bei den Hearts wurde er mit einem Halbjahresvertrag ausgestattet und in den Profikader aufgenommen. In Folge kam er zwecks Umgewöhnung an die Liga, bis zum Winter in der Scottish Reserve League zum Einsatz, wo er im Gegensatz zu Schandl überzeugen konnte. Der Verein bemühte sich daraufhin um eine Vertragsverlängerung die sein damaliger Manager vorerst ablehnte um bessere Konditionen zu lukrieren und ihn zu einem einwöchigen Probetrainingslager zum damaligen französischen Erstligisten AJ Auxerre schickte. In Auxerre konnte Holemar nicht überzeugen und bekam keinen Vertrag, die Hearts hatten aufgrund der Vorgehensweise des Spielers samt Manager, ihr Vertragsangebot zurückgezogen und nahmen von einer Verlängerung Abstand.

### Bundesliga
Als vereinsloser Spieler kehrte er im Frühjahr 1999 nach Österreich zurück, wo er nach einem weiteren gescheiterten Transfer zum SV Salzburg, beim Schlusslicht der Bundesliga Vorwärts Steyr unterkam. Steyr wollte nach einem katastrophalen Herbst mit Jürgen Sundermann als neuen Trainer und dem Einkauf einiger routinierter Legionäre, wie Alexander Löbe, Jan Sopko oder Didier Frenay noch den Klassenerhalt schaffen, was nicht gelang. Am Ende der Spielzeit stieg man mit elf Punkten Abstand auf den vorletzten SC Austria Lustenau aus der Bundesliga ab. Holemar feierte am 3. März 1999 während der 0:1-Niederlage gegen den SV Salzburg, sein Bundesligadebüt, als er in Spielminute 58 für Daniel Madlener eingewechselt wurde. Insgesamt kam er in 12 von 15 möglichen Rückrundenspielen großteils als Einwechselspieler zum Einsatz. Nach dem Abstieg wurde das hochverschuldete Steyr rasch von finanziellen Problemen heimgesucht, woraufhin ein Großteil der Spieler den Verein verließen- bzw. verlassen mussten.
Holemar wurde daraufhin von Trainer Walter Skocik als Wunschspieler zum damaligen Zweitligisten First Vienna FC geholt. Skocik hatte mit ihm bereits in seiner Zeit als Trainer von Austria Wien zusammengearbeitet und erhoffte sich den Durchbruch, des immer noch als hoffnungsvolles Talent geltenden Spielers. Seine Leistungen in der Spielzeit 1999/00 waren daraufhin von Beginn an von großen Schwankungen geprägt. Trotz zum Teil überragender Offensivleistungen vernachlässigte er oftmals das Defensivspiel und fiel durch eine Vielzahl von Undiszipliniertheiten auf. Nachdem ihm Trainer Skocik bereits zu Beginn der Herbstsaison eine schlechte Einstellung vorwarf,  wurde er nach einer inferioren Leistung gegen den SV Wörgl im Oktober 1999, indem er nach seiner Einwechslung bereits nach 20 Minuten wieder ausgetauscht wurde, erstmals suspendiert und zu den Amateuren abgeschoben. Auf die Pardonierung für das letzte Hinrundenspiel gegen den FC Kärnten, in dem er eine solide Leistung bot, folgten weitere Undiszipliniertheiten in der Winterpause die das Verhältnis zwischen Spieler und Verein beeinträchtigten. Zur Rückrunde hatte er daraufhin fast jeglichen Kredit verspielt, kam aber trotzdem noch zu einigen Einsätzen, ehe er nach einer abermals schwachen Leistung gegen die WSG Wattens im April 2001 endgültig aus dem Profikader verbannt wurde.
Zur Spielzeit 2000/01 wechselte er daraufhin ligaintern zum amtierenden Vizemeister und Aufstiegsmitfavoriten DSV Leoben. Unter Trainer Milan Đuričić bildete er fortan als Spielmacher, hinter den Sturmspitzen Joachim Parapatits und Roland Linz, ein viel beachtetes Offensivtrio, welches als Herzstück der Mannschaft angesehen wurde. Zwar scheiterte der Verein mit Platz 4 im Endklassement am Aufstieg in die Bundesliga, galt aber aufgrund seines erfrischenden Offensivfußballs als positivste Erscheinung, der vor allem durch Kampf geprägten zweiten Liga. Holemar selbst hatte sich erstmals als Stammspieler in einer Profimannschaft etabliert und bekam bereits früh ein Angebot zur Vertragsverlängerung.
Vier Tage vor dem Start zur 2001/02 wurde überraschend der ablösefreie Wechsel des Spielers zum Erstligaabsteiger LASK Linz bekannt. Leoben, welches fest mit ihrem Spielmacher für die neue Saison geplant hatte zeigte sich überrascht und räumte später eine administrative Panne bei der Vertragsverlängerung des Spielers ein. Holemar hatte zwar vorzeitig einer Vertragsverlängerung zugestimmt, das Papier jedoch niemals unterzeichnet. Nachdem man ihm laut eigener Aussage in der Endphase der Saison im allgemeinen Trubel um den Wechsel von Torschützenkönig Linz zu Austria Wien wenig wertschätzend behandelt habe, entschied er sich daher überraschend zum Wechsel.
Die Station LASK entpuppte sich lediglich als kurzes Intermezzo für den Spieler. Nach einem Einsatz in der 3. Runde gegen damaligen SC Interwetten, kehrte er nach nur einem Monat beim LASK wieder nach Leoben zurück. Der DSV hatte sich erfolglos um einen Ersatz für Holemar bemüht, der wiederum nicht in das System des damaligen LASK-Trainers František Cipro passte und daher einem Rücktransfer zustimmte.
In Folge spielte er noch sieben Rückrundenspiele für Leoben, in denen er aber bereits mit Knieproblemen zu kämpfen hatte und immer wieder ausfiel. Nach einem Eingriff zur Winterpause war er daraufhin über ein Jahr rekonvaleszent und stand vor seinem Karriereende. Sein im Sommer auslaufender Vertrag wurde daraufhin nicht verlängert.

### Meister in der RLO
Nach einer halbjährigen Vertragslosigkeit versuchte er im Winter der Spielzeit 2002/03 ein Comeback. Nach mehreren gescheiterten Probetrainings u. a. beim SC Untersiebenbrunn nahm ihn schlussendlich der damalige österreichische Drittligist SV Schwechat unter Vertrag. Bei Schwechat konnte er sich wieder als Stammspieler etablieren und am Ende der Spielzeit den Meistertitel in der Regionalliga Ost feiern. In der vorletzten Runde zog er sich im Spiel gegen den SKN St. Pölten einen Schien- und Wadenbeinbruch zu und verpasste dadurch die Aufstiegsrelegationsspiele gegen WSG Wattens/FC Wacker Tirol, welche der Verein knapp mit 0:0 und 3:2 verlor. Nach einer halbjährigen Verletzungspause feierte er im November 2003 gegen den Wiener Sportklub sein Comeback, kam aber bis zum Saisonende auf keinen Einsatz über die volle Spielzeit.
In der Folgesaison wechselte er überraschend eine Spielklasse tiefer in die Wiener Stadtliga zu seinem Heimatverein 1. Simmeringer SC. Sein zweiter Aufenthalt in Simmering war abermals durch Differenzen mit Trainer Erich Obermayer überschattet, der ihn schlussendlich aus disziplinären Gründen im April 2005 suspendierte.
Zur Spielzeit 2005/06 wurde er überraschend als Ersatz für den abgewanderten Spielmacher Markus Aigner vom Regionalliga-Aufstiegsaspiranten SKN St. Pölten verpflichtet. Beim SKN erlebte er fortan die erfolgreichste Phase seiner Karriere. In seiner ersten Spielzeit präsentierte er sich bereits ab der ersten Runde als treibende Kraft im Angriffsspiel der St. Pöltener und erzielte in 30 Ligaeinsätzen 12 Tore. Den Aufstieg verpasste der Verein lediglich knapp mit einem Punkt Rückstand auf Meister SC-ESV Parndorf.
Zur Folgesaison startete er unter Trainer Walter Hörmann noch stärker in die Saison und hatte zur Winterpause bereits 10 Torerfolge bei 15 Einsätzen auf seinem Konto. Der Verein selbst belegte jedoch lediglich den enttäuschenden 7. Tabellenrang und durchlebte nach einigen internen Querelen, samt Abgang von Hörmann einen starken Umbruch. Holemar, nach seinen starken Leistungen wieder ein begehrter Spieler, wechselte zur Rückrunde ligaintern zum Wiener Sportklub.
Bei den Dornbachern sollte er gemeinsam mit der weiteren Winterverpflichtung Diego Viana das zuvor lahmende Offensivspiel ankurbeln und den Meistertitel sichern. Dies gelang nur bedingt. Holemar schoss zwar 6 Tore in 14 Begegnungen, präsentierte sich aber oftmals eigensinnig und wenig mannschaftsdienlich. Nach einer lustlosen Darbietung und einem leichtfertig vergebenen Elfmeter der den Sportklub einen wichtigen Sieg im Aufstiegsrennen kostete wurde er vom damaligen Präsidenten umgehend suspendiert, aber nach einem torlosen Unentschieden gegen die zweite Mannschaft des FC Admira Wacker wieder in den A-Kader geholt. Als er am letzten Spieltag gegen die Rapid-Amateure von Trainer Wilhelm Kaipel ausgewechselt werden sollte verweigerte er den Austausch bis ihn der Schiedsrichter mit einer gelben Karte bedachte und ihn mehrfach zum Verlassen des Spielfeldes aufforderte. Holemar begründete seine Weigerung später damit, dass er noch unbedingt die Torjägerkrone der RLO nc Torschützenkönig wurde Eldar Topić mit 19 Torerfolgen. Holemar erzielte insgesamt 16 Tore und wechselte abermals ligaintern zum Aufsteiger SV Horn.

### Cup-Sieger mit Horn
In Horn war er abermals auf Anhieb der unangefochtene Spielmacher und trug mit 12 Saisontoren einen großen Anteil am starken 6. Tabellenplatz des Aufsteigers. Zudem hatte er auch großen Anteil am Gewinn des  ÖFB-Amateurcup 2007/08, welcher aufgrund der Heim-Europameisterschaft 2008 als Ersatz für den österreichischen Fußballcup ausgespielt wurde. Zwischendurch gab es zu dieser Zeit aber immer wieder Meinungsverschiedenheiten mit Trainer Rupert Marko, die in der Spielzeit 2008/09 nach mehreren schwachen Leistungen Holemars in einer Suspendierung des Spielers endeten. In der Winterübertrittszeit wechselte er daraufhin abermals ligaintern zum SKU Amstetten, wo mit Andreas Gutlederer ein alter Teamkamerad aus seiner Zeit bei der Vienna tätig war.  Es folgte eine solide Hinrunde in der er 5 Treffer erzielen konnte und Amstetten als Tabellenvorletzter aus der Regionalliga abstieg und er die Mannschaft wieder verlassen musste.
Daraufhin schloss er sich überraschend dem damaligen Sechstligisten SC Mannsdorf an. Im Kader der ambitionierten Niederösterreicher standen neben Holemar mit dem tschechischen Legionär Petr Mikel und dem slowakischen Ex-Profispieler Tomáš Šimček noch zwei weitere „Starspieler“, die von ihrem Leistungsvermögen klar über der Gebietsliga anzusiedeln waren. In Folge dominierte man die Liga. Mit nur einer Niederlage und 112 geschossenen Toren in 26 Spielen erreichte man überlegen den Meistertitel in der Gebietsliga NNW. Holemar kam in allen 26 Spielen zum Einsatz und erzielte 23 Tore.
Zur Spielzeit 2010/11 wechselte er wieder zwei Ligen höher zum ASK Schwadorf, wo er den jugoslawischen Ex-Internationalen Nenad Grozdić als Spielmacher ersetzen sollte. Als Trainer traf er auf seinen ehemaligen Teamkamerad aus Vienna-Zeiten Manfred Wachter, bei dem er von Beginn an einen schweren Stand hatte. Nachdem er über die gesamte Hinrunde nicht über den Status eines Jokers hinaus kam,  beendete Schwadorf die Zusammenarbeit, woraufhin er ligaintern zum ASC Götzendorf wechselte.
2011 wechselte er abermals in die Gebietsliga zum von Ex-Profi Jozef Valachovič betreuten, FK Hainburg. Hainburg wollte nach fünf Spielzeiten in der Gebietsliga SSO den Aufstieg schaffen und verpflichtete dafür neben Holemar auch den slowakischen Ex-Nationalspieler Szilárd Németh. Nachdem der Aufstieg zur Winterpause mit 10 Punkten Rückstand auf Tabellenführer FCM Traiskirchen fast ausgeschlossen schien, vollzog der Verein einen Umbruch und trennte sich von seinen teuren Starspielern.   Holemar, mit lediglich 3 Saisontoren weit hinter den Erwartungen geblieben wechselte daraufhin zur Rückrunde in die zweite Landesliga zum SV Haitzendorf.
Zur Saison 2012/13 wechselte er nochmals in die Regionalliga Ost zum SC Ostbahn XI der als Aufsteiger nach arrivierten Spieler für den Abstiegskampf suchte.
Nach mäßigen Leistungen in der Hinrunde verließ er den Verein aber wieder in Richtung 1. Landesliga zum SV Würmla, bei denen er wieder bis zum Winter der Spielzeit 2013/14 als Stammspieler konstante Leistungen brachte. Danach wechselte er als Wunschspieler von Trainer Christian Aflenzer, mit dem er gemeinsam für den DSV Leoben aktiv war, zum ASK Eggendorf in die 2. niederösterreichische Landesliga Ost.  Nach einer mit 3 Toren eher enttäuschenden Rückrunde zog er zum SC Lassee in die Gebietsliga NNW weiter, wo er mit Gerald Schalkhammer auf seinen früheren Mannsdorfer Trainer traf. In Folge verpasste er als Vizemeister mit dem Verein knapp den Aufstieg in die zweite Landesliga, erfüllte mit 12 Saisontoren jedoch die Erwartungen.
Die Folgesaison verbrachte er beim ebenfalls in der Gebietsliga NNW spielenden UFC Obritz, ehe er nochmals zu seinem Heimatverein 1. SC Simmering in die Stadtliga wechselte. Nachdem er verletzungsbedingt in der Rückrunde zu lediglich 2 Einsätzen kam, wurde sein Vertrag wieder aufgelöst. Derzeit spielt er im Alter von 40 Jahren und 26 Vereinswechseln in der niederösterreichischen 2. Klasse Ost beim FC Wolfsthal.

### Erfolge
- 1 × Meister Regionalliga Ost: 2002/03
- 1 × Meister Wiener Stadtliga: 1997/98
- 1 × Meister NÖ-Gebietsliga NNW: 2009/10
- 1 × Sieger des ÖFB-Amateurcup 2007/08
- 2 × Sieger des Wiener TOTO-Cup: 1994, 1996

## Futsal
Holemar ist zudem auch als Futsal-Spieler aktiv. Bis 2012 stand er im Kader von Stella Rossa tipp3 ohne jedoch ein Ligaspiel zu absolvieren. Von 2012 bis 2015 spielte er für den Polizei SV in der 2. ÖFB Futsal Liga. In drei Spielzeiten absolvierte er 29 Bewerbsspiele, in denen er 52 Tore schoss und 2013 Torschützenkönig wurde.
Seit 2016 spielt er für Vienna Walzer wo er in deren „B-Mannschaft“ ebenfalls in der 2. Liga aktiv ist.

### Einsatzstatistik
| Saison  | Liga               | Mannschaft       | Spiele | Tore |
| ------- | ------------------ | ---------------- | ------ | ---- |
| 2012/13 | 2. ÖFB Futsal Liga | Polizei SV       | 11     | 23   |
| 2013/14 | 2. ÖFB Futsal Liga | Polizei SV       | 8      | 18   |
| 2014/15 | 2. ÖFB Futsal Liga | Polizei SV       | 10     | 11   |
| 2015/16 | 2. ÖFB Futsal Liga | Vienna Walzer 1b | 8      | 8    |

Stand März 2017

### Erfolge
- 1 × Torschützenkönig 2. ÖFB Futsal Liga: 2012/13